# Rio Aguapeí (vattendrag i Brasilien, São Paulo)
Rio Aguapeí är ett vattendrag i Brasilien.   Det ligger i delstaten São Paulo, i den södra delen av landet, 700 km sydväst om huvudstaden Brasília.
Trakten runt Rio Aguapeí består huvudsakligen av våtmarker. Runt Rio Aguapeí är det glesbefolkat, med 15 invånare per kvadratkilometer.